# Азавак
Азавак — африканський хорт афро-азійського типу, з'явився в Європі близько 1970 з країн середньої течії річки Нігер, а також долини Азавак (ваді Азавак). Протягом століть азавак був компаньйоном кочівників південної Сахари. Для людей Сахеля і Південної Сахари азавак виконує 3 окремі, але нероздільно взаємопов'язані функції: охоронець, мисливець, і знак статусу. Анатомія азавака обумовлена естетичними критеріями культур Сахеля і суворими умовами, в яких азавак був ізольований протягом тисячоліть. Порода була офіційно зареєстрована FCI в 1981 році.

## Стандарт породи
Характеристики породи азавак визначаються стандартом FCI № 307 (останній офіційно затверджений стандарт).
Загальний вигляд: Завдяки своїй скелетній системі, яка відрізняється прямими архітектурними лініями і дуже відкритими кутами зчленувань, азавак створює загальне враження сухості, але гармонійності. Азавак здається високим через довгих кінцівок і відносно короткою спини, а проте, це середнього розміру хорт, типова висота в холці якої варіюється від 55 до 71 см і маса від 13,5 до 25 кг.
Переносимість високої температури: Морфологічно азавак чудово пристосований до сильної спеки пустелі. Мускулатура азавака суха, плоска, м'язи косо прикріплені до кісток для створення поверхні, що максимально охолоджує. Шкіра азавака тонка, велика кількість судин шкіри надають їй функцію теплообмінника, що охолоджує кров. Вовна азавака коротка, тіло без зайвої жирової тканини. Загальна морфологія, «економія рухів» і здатність ефективно випромінювати накопичене тепло забезпечують азаваку швидкість і чудову витривалість. Азавак здатний знову і знову гнати зайця в сильну спеку.
Темперамент: Азавак типова собака «одного хазяїна», у азавака вкрай розвинене почуття території. Підозрілий і неконтактний, навіть після тисячолітньої історії одомашнення, азавак все ще демонструє поведінку дикої тварини. Дуже незалежний і емоційно стриманий, азавак може бути досить ніжним і ласкавим з тими до кого розташований. У культурі Сахеля азавак високо цінується за «djikku» - силу характеру - яка вважається ознакою шляхетності. Надмірна товариськість нетипова.
Голова: У міру довга і досить вузька, череп в міру широкий. Вуха висячі і плоскі, досить широкі біля основи і дуже рухливі. Очі широко посаджені для оптимізації бінокулярного (стереоскопічного) зору. Очі косо поставлені (зовнішні кути вище внутрішніх), великі, мигдалеподібної форми, повіки пігментовані, колір очей варіюється від темно-коричневого до бурштинового. Зуби сильні і великі, прикус ножицеподібний. Ніс пігментовані.
Шия: Пряма, гнучка з високим виходом. Помірна довжина шиї підсилює загальне враження довгоногої собаки з короткою спиною.
Передні кінцівки і ГРУДИ: Кістки передніх кінцівок витягнуті і вертикальні, щільні і точені, без натяку на слабкість. Холка виражена, ребра довгі і плоскі. Помітне відстань від краю ліктя до підстави грудей обумовлено дуже відкритим кутом між лопаткою і плечовою кісткою (кутом плеча) і високим становищем підстави грудей. Грудина кістка коротка й вигнута, живіт різко підібраний, що створює чітку кілевідной лінію низу. Поєднання цих особливостей підсилює загальне враження елегантності і статностью.
Задні кінцівки: виступають маклоком, круп круто похилий, великий кут крупа відображає великий кут лопатки. Кут колінного зчленування відкритий, колінні суглоби розташовані високо, скакальні суглоби розташовані близько до землі. Вертикальне випрямлення кульшового зчленування і лап Азавака в стійці - що створює враження шаблістів - споконвічна характеристика тварин, добре пристосованих до економії рухів в умовах пустелі.
Поперек і спину: Лінія верху спускається від верхнього переднього краю клубової кістки (маклока) до холці, і створює враження, що маклоком вище холки. Насправді загривок і маклоком на одному рівні. Поперек коротка, суха і пряма.
Лапи: Прагнуть до округлої формі («котячої»), сильні, середнього розміру, з чіткими і високими суглобами пальців.
Рухи: Пружні, граціозні та ефективні, для рухів азавака характерні особливості рухів диких тварин, як наслідок примітивного походження породи. Свобода в плечах і тазостегнових суглобах обумовлює вільний поступальний рух. При рисі лапи ледь піднімаються над поверхнею без будь-якого зайвого піднімання кінцівок; задні лапи ставляться точно під центром спини, забезпечуючи тим самим швидку, гармонійну і збалансовану ходу. Вертикальний формат сприяє прямому галопу в два темпу.
Шерсть: Вовна коротка і тонка, може бути відсутнім на животі.
Хвіст: Тонкий, звужується до кінчика, посаджений низько, довжиною до скакального суглоба, покритий такою ж шерстю, як і тулуб. Хвіст може бути з петлею на кінці, серпоподібний хвіст переважно.
Окрас: Допустимі будь-які поєднання забарвлень і білих відмітин, в тому числі і відсутність останніх.

## Догляд
Потрібні регулярні фізичні навантаження. Важко тримати в міській квартирі. Необхідні відкриті простори для руху. Потребує щотижневої чищенні щіткою.